# Cooptación
La cooptación consiste en llenar las vacantes que se producen en el seno de una corporación mediante el voto de los integrantes de ella.
Es un sistema de selección o reclutamiento de nuevos miembros por nominación interna, por el cual una asociación, cualquiera de personas, nombra internamente a sus miembros nuevos por nominación de los miembros antiguos, sin dependencia de criterios externos.

## Ventajas y desventajas
La cooptación tiene como gran ventaja el otorgarle autonomía a una organización, al poder definir por sí misma quiénes serán sus propios miembros o no.
La desventaja de la cooptación es que debido a la inercia propia de las instituciones, puede llevar a la elección de candidatos conservadores, poco dados a la innovación, y por ende, provocar el anquilosamiento de la misma. Hay veces en que esta no llega a dar un beneficio a las empresas, porque despiden a sus mejores empleados para obtener nuevo y capacitado personal que les pueda ayudar con las tareas de las empresas.  
En términos muy generales y teóricos, pueden contraponerse a la cooptación, como sistemas de elección de cargos y de membresía en asociaciones, los de elección por parte de electores, los de pertenencia por derecho hereditario dinástico o de casta, los de elección por sorteo, y los de adhesión libre y directa por parte del interesado.

## Ejemplos
Algunos ejemplos de cooptación:
- En el Imperio romano, durante la época de los Antoninos, los Emperadores elegían a su sucesor en vida, legalizando dicha situación sin pasar a llevar el principio hereditario, adoptando como hijo a dicho sucesor cooptado.
- Algunos consideran que la Iglesia católica elige quiénes serán sacerdotes por cooptación. Lo que es falso, pues es una vocación libre y discernida por los candidatos al orden sagrado. Sin embargo, la eleccción de un papa mediante un cónclave sí es un ejemplo claro de cooptación. Por otro lado, en el hinduismo, en donde los sacerdotes no son elegidos, sino que se determina su pertenencia a dicha casta por derecho hereditario de nacimiento.
- En algunos países, los jueces del Poder Judicial son elegidos exclusivamente por el tribunal supremo de dicho país, sin injerencia de los Poderes Ejecutivo y Legislativo, lo que también representa un caso de cooptación.
- Dentro de las Fuerzas Armadas de la mayor parte de los países, la oficialidad asciende grados por designación de un oficial de grado superior.
- El fascismo tenía como programa político la organización de un cuerpo colegiado designado por cooptación que represente a los sectores de la sociedad, estos a su vez organizados por el gobierno.